# エレーナ・ベレズナヤ
エレーナ・ヴィクトロヴナ・ベレズナヤ（ロシア語: Еле́на Ви́кторовна Бережна́я, ラテン文字転写: Elena Viktorovna Berezhnaya, 1977年10月11日 - ）はロシア出身の女性フィギュアスケート選手。2002年ソルトレイクシティオリンピックペア金メダリスト、1998年長野オリンピックペア銀メダリスト。1998年、1999年世界選手権優勝。パートナーはアントン・シハルリドゼ。
アクセントを長音で書くと、姓のロシア語の発音は「ビリジュナーヤ」のようになる。女性形が同じ綴りになる別の言葉があるが、アクセント位置が異なる

## 経歴

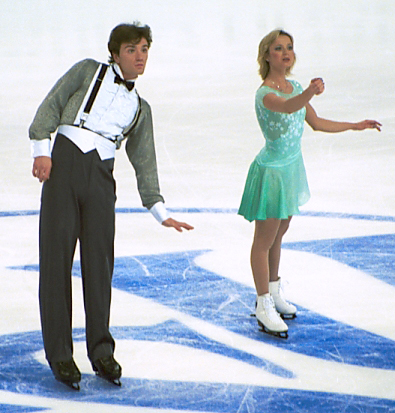
2001年GPファイナルでのベレズナヤとシハルリドゼ

1977年ネヴィンノムイスクに生まれ、6歳でスケートを始める。スケートを始めてすぐに天性の才能で存在が知られるようになる。
1990年にモスクワへ移り、オレグ・シリアホフと組み、ペア競技に取り組む。1994年に開催されたリレハンメルオリンピックではラトビア代表として出場し、8位の成績を残すも、シリアホフとベレズナヤの関係は決して良好なものではなかった。その理由は両者の性格上の不一致であるといわれている。
1996年、サイド・バイ・サイドのキャメルスピン（片足を氷と水平に突き出して二人で回転する技）の練習中、シリアホフのスケートの刃がベレズナヤの頭部を損傷するという事故が発生。ベレズナヤは手術によって快復に向かったが、この事故のため一時ベレズナヤに言語障害が発生した。この事故をきっかけとしてベレズナヤはシリアホフとのペアを解消した。かねてからベレズナヤを心配していたアントン・シハルリドゼは病院に駆けつけ、彼女と新たにチームを組むことを決心した。同時にシハルリドゼはマリア・ペトロワとのチームを解消した。
サンクトペテルブルクに拠点を移してスタートしたシハルリドゼとのチームは成功し、1998年の長野オリンピックには優勝候補として挑んだものの、ショートプログラムでシハルリドゼが転倒して3位となる。フリープログラムでも最後のリフトを失敗して転倒したものの2位。ただしこの時の彼等の芸術点（現在のPCSに近い位置づけ）はジャンプの失敗にもかかわらずほとんどが5.9という非常に高い評価を受け、総合でも2位となり銀メダルを獲得した。長野オリンピック直後に行われた1998年世界選手権で念願の初優勝を果たし、以後チームはペア競技の最強チームの一つとして認知されるようになる。
2002年のソルトレイクシティオリンピックではショートプログラムで1位となるも、フリースケーティングではシハルリドゼがダブルアクセルの着氷でミスを犯す。一方、ライバルのサレー&ペルティエ組はノーミスで演技を終える。2組は接戦となるが5対4でベレズナヤ&シハルリドゼ組が金メダルを獲得した。ところが、当時の旧採点システムは主観を優先したものであったため、ノーミスであったサレー&ペルティエ組が優勝できないのはおかしいという世論がカナダとアメリカ合衆国において盛り上がった。
北米マスコミによるメディアスクラムの中で行われた国際スケート連盟の会合の席で、フランスの審判員が「アイスダンスでマリナ・アニシナ&グウェンダル・ペーゼラ組を優勝させてもらう見返りとして、ペアではベレズナヤ&シハルリドゼ組を勝たせるよう、フランス連盟会長から言われていた」との報道がなされ、事態は過熱していった。結局は国際スケート連盟の裁定によってサレー&ペルティエ組にも金メダルが与えられて事態は収束した。この経緯については「2002年ソルトレークシティオリンピックのフィギュアスケート・スキャンダル」の項目が詳しい。
彼女のチームとサレー&ペルティエ組を巡る論争は、結果として国際スケート連盟に「新採点システム」を導入させることとなった。「新採点システム」は、ジャンプにおける着氷のミスをそのまま順位に反映させるよりは演技全体の質を総合的に評価する形に変った。「新採点システム」導入の結果、フィギュアスケート競技がジャンプだけでなくスピン、ステップ、プログラム構成、スケーティング、音楽表現など様々な側面から多角的に評価されるようになった。
2008年にスティーブン・カズンズとの間に男の子を出産。その後、女の子も得たが、2013年に離婚成立。

## 主な戦績
- 戦績はアントン・シハルリドゼとのペア時。

| 大会/年            | 1996-97 | 1997-98 | 1998-99 | 1999-00 | 2000-01 | 2001-02 |
| ------------------ | ------- | ------- | ------- | ------- | ------- | ------- |
| オリンピック       |         | 2       |         |         |         | 1       |
| 世界選手権         | 9       | 1       | 1       |         | 2       |         |
| 欧州選手権         | 3       | 1       | 1       | 失格    | 1       |         |
| ロシア選手権       | 2       | 2       | 1       | 1       | 1       | 1       |
| GPファイナル       |         | 1       | 2       | 3       | 2       | 2       |
| GPロシア杯         | 5       |         | 1       |         | 1       | 1       |
| GPラリック杯       | 3       | 1       |         |         | 1       | 1       |
| GPスケートカナダ   |         |         |         | 1       | 2       |         |
| GPスケートアメリカ |         |         | 1       | 3       |         |         |
| GP NHK杯           |         |         | 1       |         |         |         |
| GPネイションズ杯   |         | 2       |         |         |         |         |